# ISO 3166-2:PK
ISO 3166-2:PK – kody ISO 3166-2 dla podjednostek administracyjnych Pakistanu.
Kody ISO 3166-2 to część standardu ISO 3166 publikowanego przez Międzynarodową Organizację Normalizacyjną. Kody te są przypisywane głównym jednostkom podziału administracyjnego, takim jak np. województwa czy stany, każdego kraju posiadającego kod w standardzie ISO 3166-1. 
Aktualnie (2020) dla Pakistanu zdefiniowano kody dla terytorium stołecznego, 4 prowincji i 2 regiony pod pakistańską administracją. 
Pierwsza część oznaczenia to kod Pakistanu zgodnie z ISO 3166-1, natomiast druga część oznaczenia znajdująca się po myślniku to dwuliterowy kod jednostki administracyjnej. 

## Kody ISO
| Kod ISO | Nazwa jednostki administracyjnej | Nazwa jednostki administracyjnej w języku urdu | Nazwa jednostki administracyjnej w języku urdu | Rodzaj jednostki administracyjnej    |
| ------- | -------------------------------- | ---------------------------------------------- | ---------------------------------------------- | ------------------------------------ |
| PK-IS   | Islamabad                        | Islāmābād                                      | اسلام آباد                                     | terytorium stołeczne                 |
| PK-BA   | Beludżystan                      | Balōchistān                                    | بلوچِستان                                       | prowincja                            |
| PK-BA   | Chajber Pasztunchwa              | Khaībar Pakhtūnkhwā                            | خیبر پختونخوا                                  | prowincja                            |
| PK-KP   | Chajber Pasztunchwa              | Khaībar Pakhtūnkhwā                            | خیبر پختونخوا                                  | prowincja                            |
| PK-PB   | Pendżab                          | Panjāb                                         | پنجاب                                          | prowincja                            |
| PK-SD   | Sindh                            | Sindh                                          | سندھ                                           | prowincja                            |
| PK-JK   | Azad Dżammu i Kaszmir            | Āzād Jammūñ o Kashmīr                          | آزاد جموں و کشمیر                              | region pod pakistańską administracją |
| PK-GB   | Gilgit-Baltistan                 | Gilgit-Baltistān                               | گلگت بلتستان                                   | region pod pakistańską administracją |